# Џејден Смит
Џејден Кристофер Сајр Смит (енгл. Jaden Christopher Syre Smith; 8. јул 1998 ), познатији под својим уметничким именом и мононимом Џејден, је амерички глумац, певач, репер, и текстописац. Син је глумца Вила Смита и глумице Џејде Пинкет Смит, као и брат певачице Вилоу Смит. Дебитовао је 2006. године у филму У потрази за срећом, у коме је глумио заједно са својим оцем. Сарађивао је и са другим славним глумачким именима, као што су Кијану Ривс и Џеки Чен.
Музичку каријеру је започео 2010. године сарадњом са певачем Џастином Бибером на песми Никад не реци никад која је достигла 8. место на Билборд хот 100. До сада је издао укупно три студио албума, три микстејпа, три мини-албума, 16 синглова и 28 музичких спотова. Свој дебитантски албум  Syre објавио је 17. новембра 2017. Албум је достигао 24. место на Билборд 200. Овај успех праћен је другим албумом  Erys, који је објављен 5. јула 2019. године и достигао 12. место на Билборд 200.

## Ранији живот
Рођен је 8. јула 1998. године у Лос Анђелесу. Он је прво дете из брака глумаца Вила Смита и Џејде Пинкет Смит. Има млађу сестру Вилоу Смит и старијег полубрата Треја Смита из очевог првог брака. Првобитно је похађао приватну основну школу у Калабасасу, Калифорнији, чији је кампус у то време био закупљен од стране његовог оца. После затварања школе у јуну 2013. године, његово образовање наставиљено је код куће. Заједно са полубратом и сестром, Џејден је био млади амбасадор за пројекат Пројекат Замби у Замбији, који је у сарадњи са Хасбро-ом пружао помоћ замбијским сирочићима који су оболели од Сиде.

## Каријера

### Глума
Дебитовао је 2006. године у филму У потрази за срећом, у улози Кристофера, сина главног лика овог филма кога је тумачио његов отац из стварног живота - Вил Смит. За ову улогу, Џејдену је додељена  МТВ филмска награда за највеће глумачко откриће 2007. године. Следећи пут се појавио 2008. године у научнофантастичном филму Скота Дериксона, Дан када је Земља стала, новијој верзији истоименог класика из 1951. године.
Заједно са Џеки Ченом, глумио је у филму Карате кид (2010. година), римејк верзији Карате кида, истоименог филма из 1984. године. У мају 2013. године, Вил Смит и Џејден су се поново појавили у улогама оца и сина, у филму Након Земље. У априлу 2014. најављено је да ће бити снимљен наставак филма Карате Кид, са Џеки Ченом и Џејденом у главним улогама, али до сада није било никаквих обавештења о снимању филма.
Глуми у Netflix-овој музичко-драмској ТВ серији The Get Down из 2017. године. Због вишеструких кашњења у продукцији, серија се суочила са финансијским проблемима. Процењно је да је прва сезона серије коштала око 120 милиона, што је чини једним од најскупљих пројеката у историји Netflix-а и телевизије. Ово је прва Netflix-ова серија која је отказана после прве сезоне.
Позајмио је свој глас лику из анимиране ТВ серије Neo Yokio,  а појављује се и као гост у петој сезони серије Nashville.
После избацивања микстејпа Cool Tape Vol. 2, Џејден је одлучио да направи паузу у глумачкој каријери како би се интензивније посветио музици. Вратио се глуми због филма чија је радња заснована на скејтбордингу. Филм Scate Kitchen је први пут звнично објављен 10. августа 2018. године после приказивања на филмском фестивалу Санденс 2017. године. Коментаришући паузу, изјавио је: „ Улоге које су ми до сада нуђене нису биле баш оно што сам ја тражио, ништа се није чинило као неопходно да ја будем у њему све док се ово није појавило.” 
У марту 2017. године објављено је да ће Џејден Смит и Кара Делевин заједно глумити у филму Живот у годину дана.

#### Музика
У јуну 2010. године објављена је песма Never say never, коју су заједно извели Џејден и Џустин Бибер. Коришћена је као тематска песма за филм Карате Кид. Песма је достигла 8. место на Билборд хот 100 и сертификована 5× US Платинум.
Свој први микстејп, The Cool Cafe, објавио је 1. октобра 2012. године. Наставак овог микстејпа објављен је 8. новембра 2014. године, под називом CTV2 .
Започео је рад на свом првом албуму у 2014. години, а целокупан процес је трајао три године. У децембру 2016. године Џејден је објавио да ће се албум звати Syre. „ Fallen ”, главни сингл са албума, објављен је 5. децембра 2016. године. Објављена су још три сингла, „ Batman ” и  „ Watch me ” 14. јула, а „ Falcon ” 16. новембра 2017. године. Syre је објављен  17. новембра 2017. године а албум је дебитовао на 24. месту  Билборд 200. Сингл „ Icon ” је објављен истог дана и достигао 3. место на Bubbling Under Hot 100 Singles лествици.
Као наставак албума  Syre, 12.јула 2018. године објављен је мини-албум под називом  Syre: The Electric Album . Пратећи овај пројекат, објављен је и сингл „ Ghost ” у коме учествује и Греми награђивани ди-џеј дуо Кристијан Рич. Пројекат је прво ексклузивно објављен на Џејденов рођендана,18. јула 2018. године, на његовом Инстаграм профилу. Пар дана касније објављен је и на другим платформама. У новембру 2018. објављен је микстеј под називом The Sunset Tapes: A Cool Tape Story, са водећим синглом „ Soho ”. Мање од годину дана касније, 5. јула 2019. године, објавио је и други студио албум Erys. Erys је достигао 12. место на  Билборд 200.
У априлу 2019. године, Џејден је наступио на фестивалу у Коачели, једном од највећих музичких фестивала на целом свету.
Сингл „Cabin Fever”, који је део његовог трећег албума, објављен је 24. јуна 2020. године. Албум носи назив CTV3: Cool Tape Vol. и укључује још једну сарадњу са Џастином Бибером, овај пут на песми „ Falling for You ”.

## Остала остварења
Када је имао 10 година, током сурфовања, Џејден је приметио огромну количину пластике која се налазила у води око њега. Желео је да направи нешто што би заменило пластичне флаше за једнократну употребу, нечим што је више одрживо. Тако је Џејден постао један од оснивача компаније Just Water. Just Water је компанија изворске воде која користи 82% обновљивих извора за своју амбалажу. Тетрапак је направљен већином од папира а чеп од шећерне трске. Њихови производи су тренутно доступни у САД-у, Великој Британији, Аустралији и Јапану.
У октобру 2016. године Џејден је примио Environmental Media Association (EMA) награду за залагања за заштиту животне средине.
У јулу 2019. године, Џејден је прославио свој 21. рођендан отварањем покретног ресторана I Love You Restauran, који поклања веганске оброке бескућницима у Лос Анђелесу. У једној од објава на Инстаграм профилу ресторана, Џејден је изјавио да га је време проведено са бескућницима током снимања филма У потрази за срећом, инспирисало да отвори овај ресторан.

## Приватни живот
За свој 15. рођендан, Џејден је затражио еманципацију од својих родитеља као рођендански поклон. На крају је донео одлуку да неће бити еманципован, што је и изјавио приликом гостовања у емисији Шоу Елен Деџенерес, са својим оцем. У јуну 2017. године иселио се из породичне куће у свој нови дом у Хиден Хилсу, за коју се процењује да је тада вредео око 4 милиона долара.
У марту 2013. глумац је наводно почео да се забавља са америчком ријалити звездом Кајли Џенер, од које се растао у октобру 2013. године. Ни он, ни Кајли нису потврдили везу. Од маја 2015. до септембра 2016. године био је у вези са манекенком Саром Снајдер. У 2017.години забављао се са глумицом Одесом Адлон.

## Дискографија
| Година | Назив | Издавач |
| ------ | ----- | ------- |
| 2017.  |       |         |
| 2019.  |       |         |
| 2020.  |       |         |

## Филмографијa
| Улоге Џејдена Смита |                         |               |                     |                     |
| Година              | Српски назив            | Изворни назив | Улога               | Напомена            |
| 2006.               | У потрази за срећом     |               | Кристофер Гарднер   | Филм                |
| 2008.               | Дан када је Земља стала |               | Џејкоб Бенсон       | Филм                |
| 2010.               | Карате кид              |               | Дре Паркер          | Филм                |
| 2011.               | Никад не реци никад     |               | Самог себе          | Музички спот        |
| 2013.               | Након Земље             |               | Китаи Рејг          | Филм                |
| 2017.               |                         |               | Маркус Дизи Киплинг | ТВ серија           |
| 2017.               | Нио Јокио               |               | Kез Кан             | Анимирана ТВ серија |
| 2017.               | Нешвил                  |               | Самог себе          | ТВ серија           |
| 2018.               | Скејт кухиња            |               | Девон               | Филм                |
| 2020.               | Живот у годину дана     |               | Дерин               | Филм                |